# Андреевка (Рудовский сельский совет)
Андреевка (укр. Андріївка) — село, относится к Сватовскому району Луганской области Украины.
Население по переписи 2001 года составляло 87 человек. Почтовый индекс — 92650. Телефонный код — 6471. Занимает площадь 1,049 км². Код КОАТУУ — 4424087002.

## Местный совет
92650, Луганська обл., Сватівський р-н, с. Рудівка, майдан Перемоги, 20  (укр.)